# Guardia Nacional (Irlanda)
La Asociación de Camaradas del Ejército (en inglés: Army Comrades Association o ACA), más tarde llamada Guardia Nacional (National Guard) y más conocida como los blueshirts o Camisas Azules (en irlandés: Na Léinte Gorma), fue una organización política irlandesa de inspiración fascista que estuvo activa durante la década de 1930. 
Tras haber sido destituido de su cargo de comisario de la policía nacional irlandesa (Garda Síochána) que él mismo había fundado, el general Eoin O'Duffy fue quien transformó la Asociación de Camaradas del Ejército, compuesta por veteranos de la guerra civil irlandesa (1922-1923) favorables al Tratado anglo-irlandés, en la organización «protofascista» de los Camisas Azules. Llegó a alcanzar los 40.000 miembros. Unos 700 de ellos formaron la Brigada Irlandesa que bajo el mando de O'Duffy fue a combatir a España al lado de las fuerzas «cristianas» del general Franco durante la guerra civil española.

## Ideología

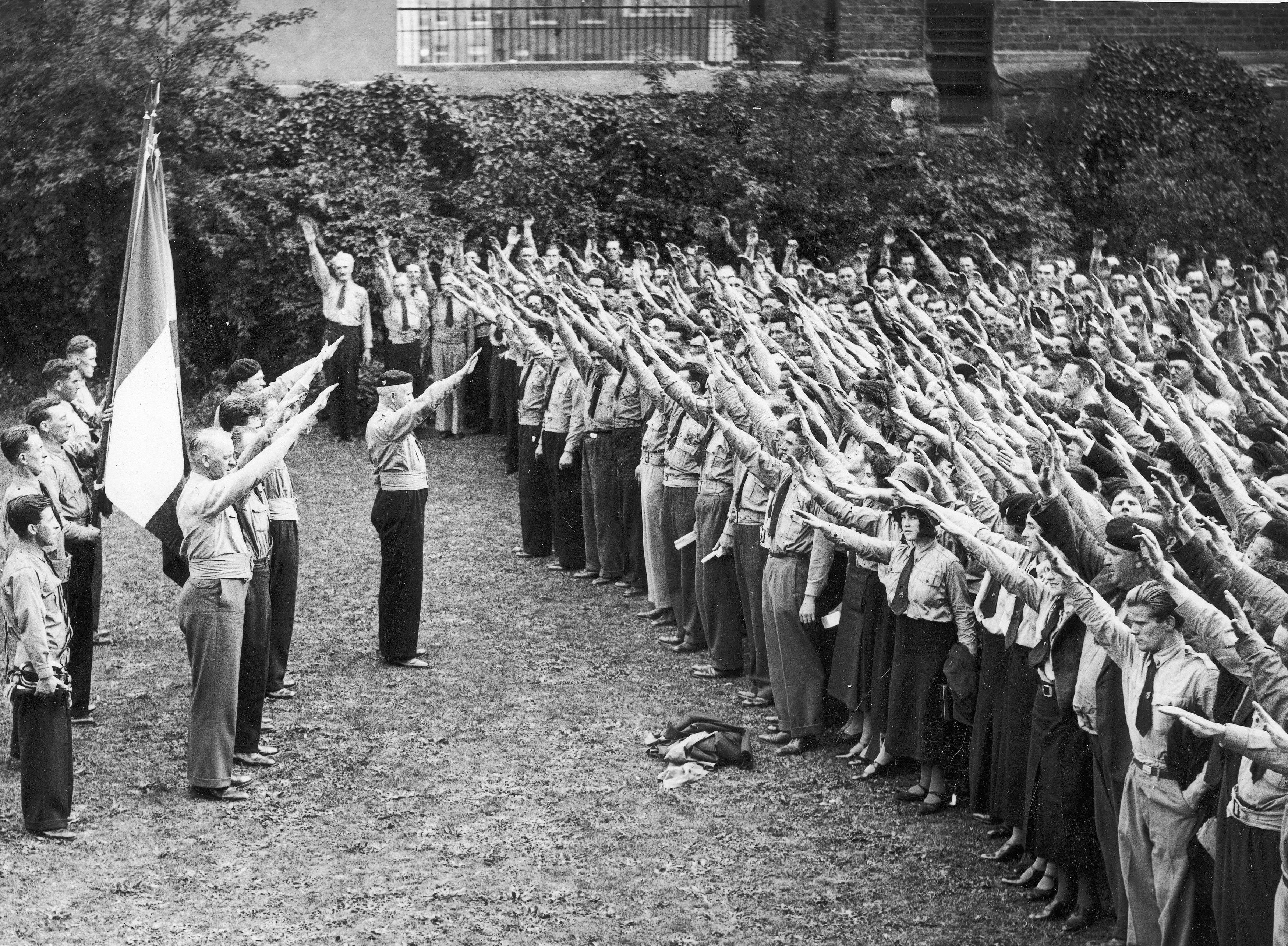
Mitin de los Camisas Azules presidido por O'Duffy

Los blueshirts se describen a veces como "cuasi-fascista", y el hecho de que sean un equivalente irlandés a los camisas pardas de Hitler, a los camisas negras de Mussolini y a los camisas azules de Primo de Rivera sigue siendo objeto de debate. Usaron uniformes de tipo paramilitar, emplearon el saludo romano y protagonizaron peleas callejeras contra el IRA. Por otro lado, la ideología fascista no estaba muy extendida entre la mayoría de sus miembros, muchos de los cuales simplemente pertenecían a esta organización por su oposición al IRA, al gobierno de entonces del partido Fianna Fáil y a sus políticas económicas. La organización estaba más a la defensiva que a la ofensiva, y a diferencia de sus homólogos europeos, sus miembros no eran conocidos por participar en actos de terrorismo político. El historiador R. M. Douglas escribió: 

"[M]ost scholars... accept that those who have sought to find in the Blueshirts an Irish manifestation of fascism have been looking in the wrong place".
"La mayoría de los que han estudiado el tema... aceptan que, al querer encontrar en los blueshirts una manifestación irlandesa del fascismo, han estado buscando en el lugar equivocado".

R. A. Stradling califica a los Camisas Azules como una «organización protofascita». «Uso el término protofascista porque a) en el contexto de los años treinta, un grupo que desfilaba uniformado, saludaba con el brazo en alto, adoptaba la violencia como táctica política y enunciaba una política interna influenciada por el partido de Mussolini no se puede considerar que no sea fascista, pero b) estoy convencido de que la mayoría de sus adeptos creía que estaban defendiendo la democracia, no minándola, y que pocos de sus miembros se definían personalmente como fascistas”».
En la década de 1970 y 1980, Blueshirt era un término peyorativo políticamente dirigido contra el partido Fine Gael, de ideología derechista que absorbió a los blueshirts en 1933. Sin embargo, ha sido utilizado por algunos miembros y simpatizantes de ese partido de forma autocrítica.